# Ikililou Dhoinine
Ikililou Dhoinine (ur. 14 sierpnia 1962 w Djoiézi) – komoryjski polityk, wiceprezydent Komorów w latach 2006–2011. Zwycięzca wyborów prezydenckich w 2010, prezydent Komorów od 26 maja 2011 do 26 maja 2016.

## Życiorys
Ikililou Dhoinine urodził się w 1962 w Djoiézi na wyspie Mohéli. Tam też uczęszczał do szkoły podstawowej. Następnie kształcił się w liceum w Fomboni. Ukończył farmację na Uniwersytecie w Konakry, stolicy Gwinei. Przez wiele lat był członkiem Narodowej Autonomicznej Farmacji Komorów (Pharmacie nationale autonome des Comores, PNAC). Jest żonaty, ma dwoje dzieci.
28 maja 2006 objął stanowisko wiceprezydenta ds. zdrowia, solidarności i promocji w rządzie prezydenta Ahmeda Abdallaha Sambiego. W późniejszych latach kilkakrotnie zmieniał się zakres spraw, za które był odpowiedzialny. W 2009 stanął na czele resortu finansów, budżetu i przedsiębiorczości kobiet, a w 2010 na czele resortu osadnictwa, infrastruktury, planowania miejskiego i środowiska naturalnego.
Od 26 do 31 marca 2008 pełnił tymczasowo funkcję prezydenta wyspy Anjouan, po inwazji Unii Afrykańskiej na tę wyspę i usunięciu jej prezydenta Mohammeda Bacara.
We wrześniu 2010 zdecydował się na udział w wyborach prezydenckich w 2010. Został kandydatem rządzącej partii prezydenta Sambiego. W pierwszej turze wyborów 7 listopada 2010 zajął pierwsze miejsce z wynikiem 28,2% głosów i przeszedł do drugiej tury wyborów przeprowadzonej 26 grudnia 2010. Zdobył w niej ponad 61% głosów, pokonując dwóch swoich rywali. 26 maja 2011 objął urząd szefa państwa na pięcioletnią kadencję.